# Trauerhalle

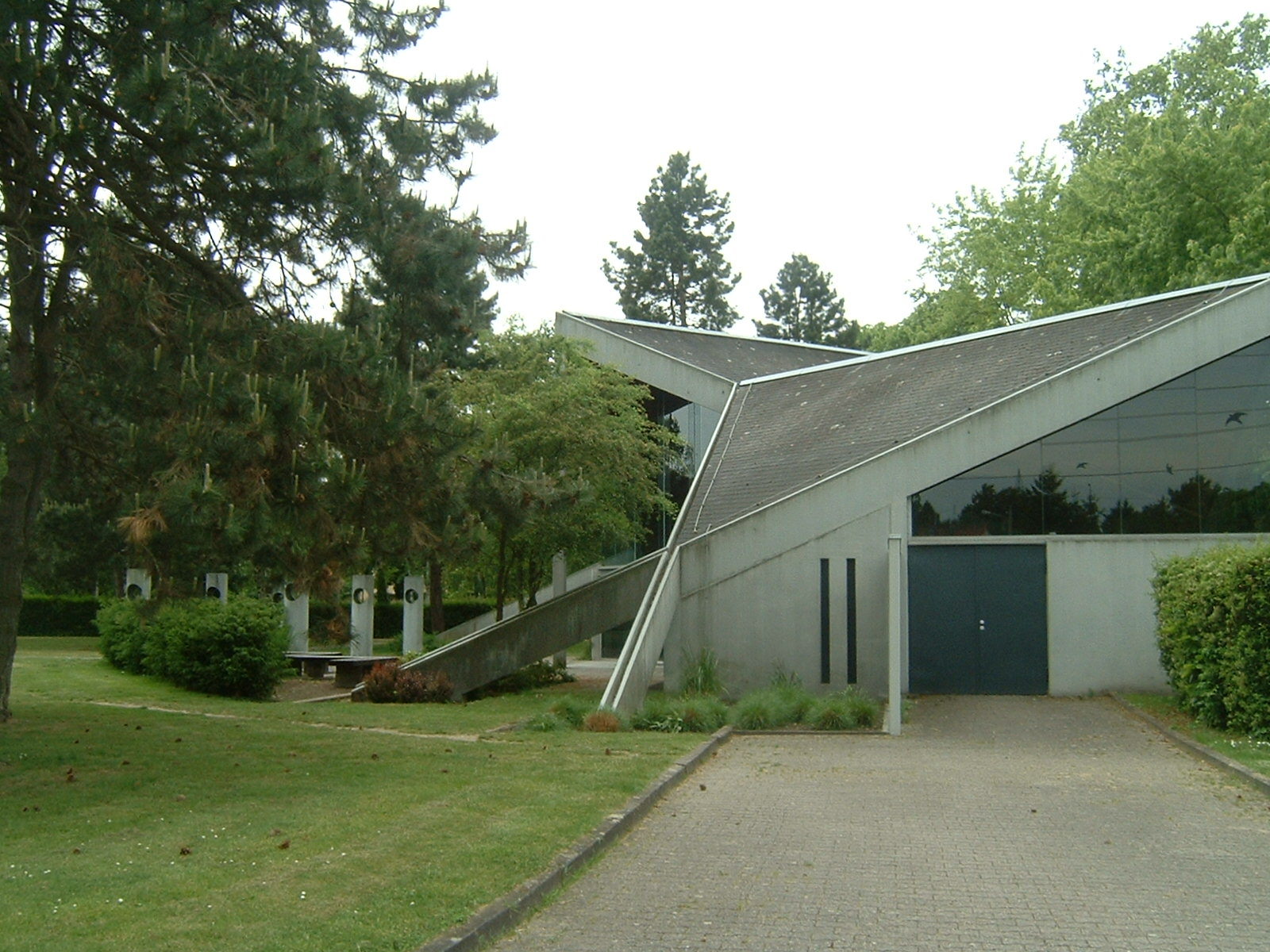
Trauerhalle in Okriftel

Eine Trauerhalle ist ein für Bestattungszeremonien bestimmtes Gebäude, oft auf einem Friedhof.

## Verschiedene Bezeichnungen
Trauerhallen werden von den Kommunen ganz unterschiedlich bezeichnet – z. B. auch als Feierhallen, im Schweizer Hochdeutsch und selten in badischen Dialekten als Abdankungshallen oder im Hinblick auf kirchliche Bestattungen als Aussegnungshallen, Einsegnungshallen oder Friedhofskapellen, selbst wenn das Bauwerk weder im Eigentum einer Kirche steht noch speziell auf kirchliche Bestattungen ausgerichtet ist. Insbesondere bei einem als Friedhofskapelle bezeichneten Gebäude ist daher nicht von vorneherein klar, ob es sich tatsächlich um eine „Kapelle“ im eigentlichen Sinne handelt – also eine christliche Andachtsstätte, typischerweise auf einem konfessionellen Friedhof – oder um eine konfessionsunabhängige Trauerhalle.

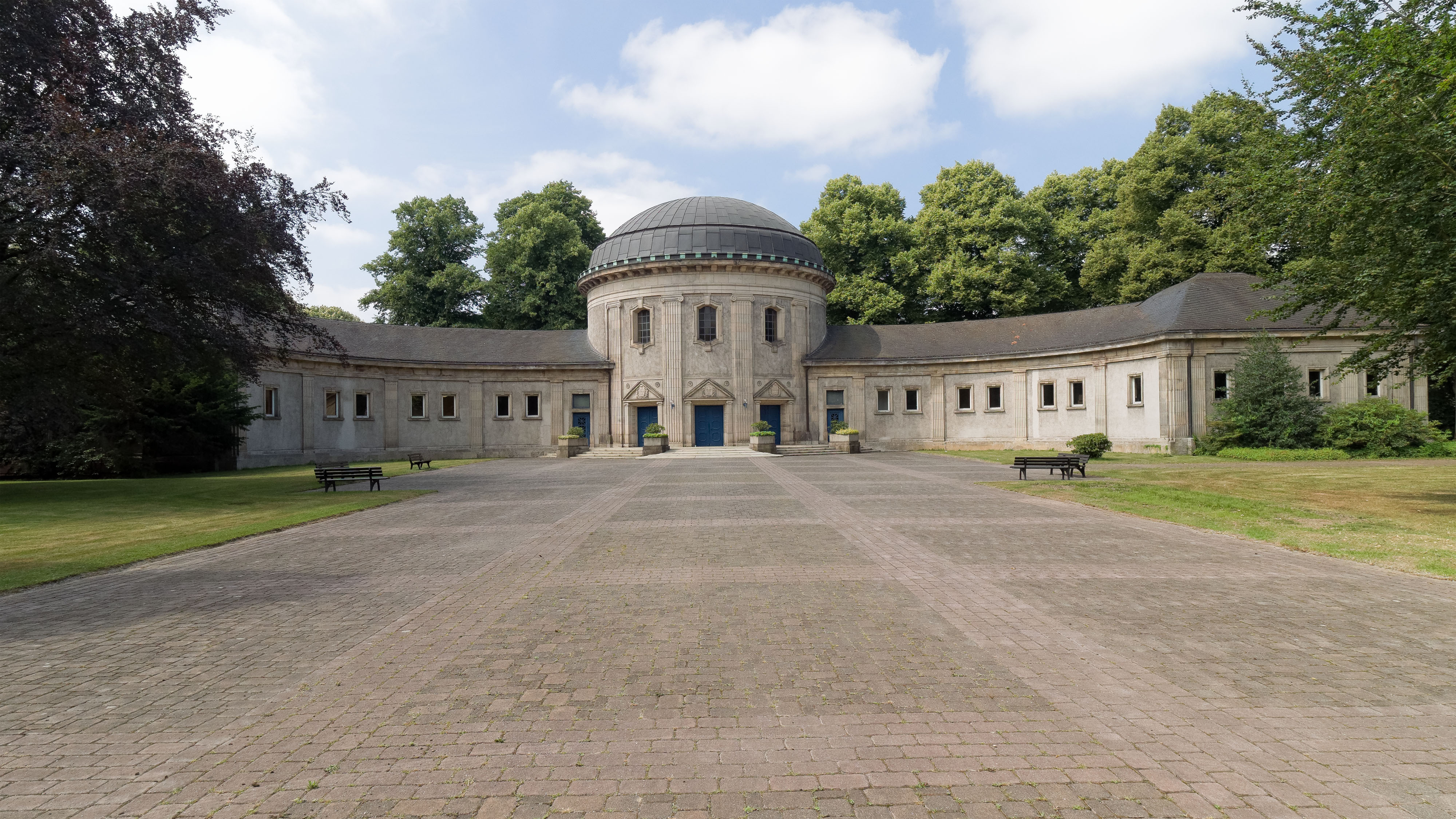
Krefeld: „Trauerhalle“
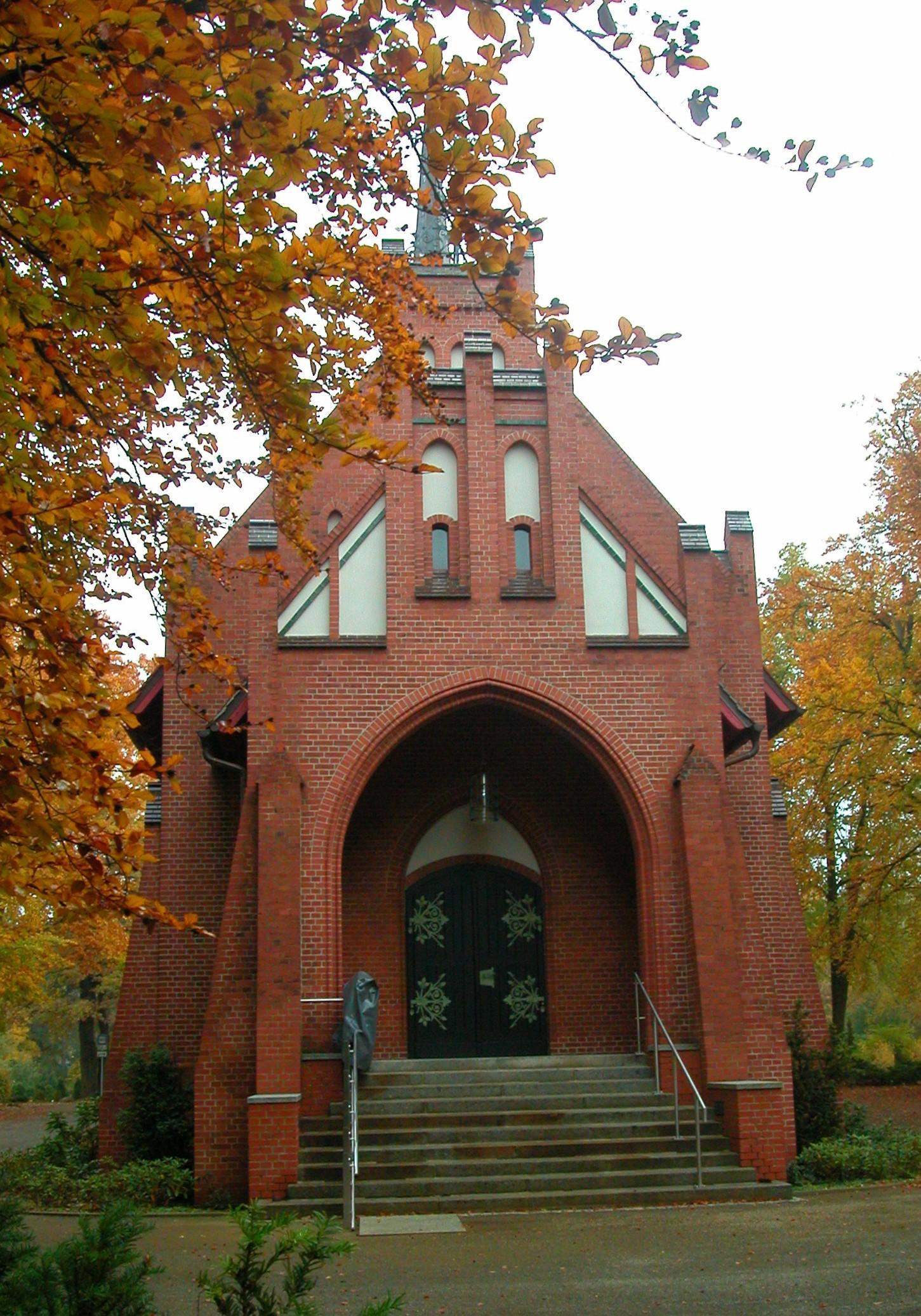
Cottbus: „Feierhalle“
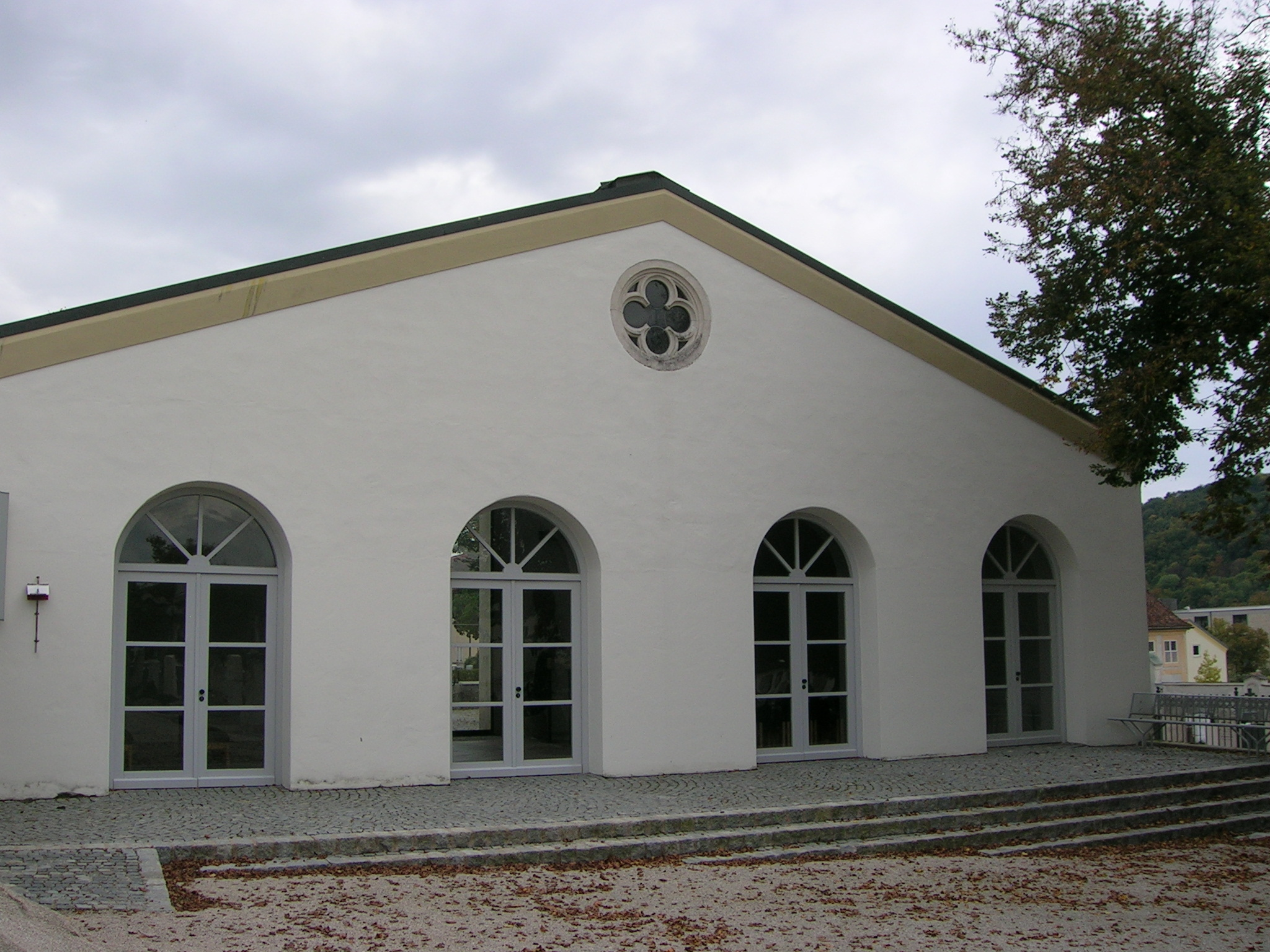
Eichstätt: „Aussegnungshalle“
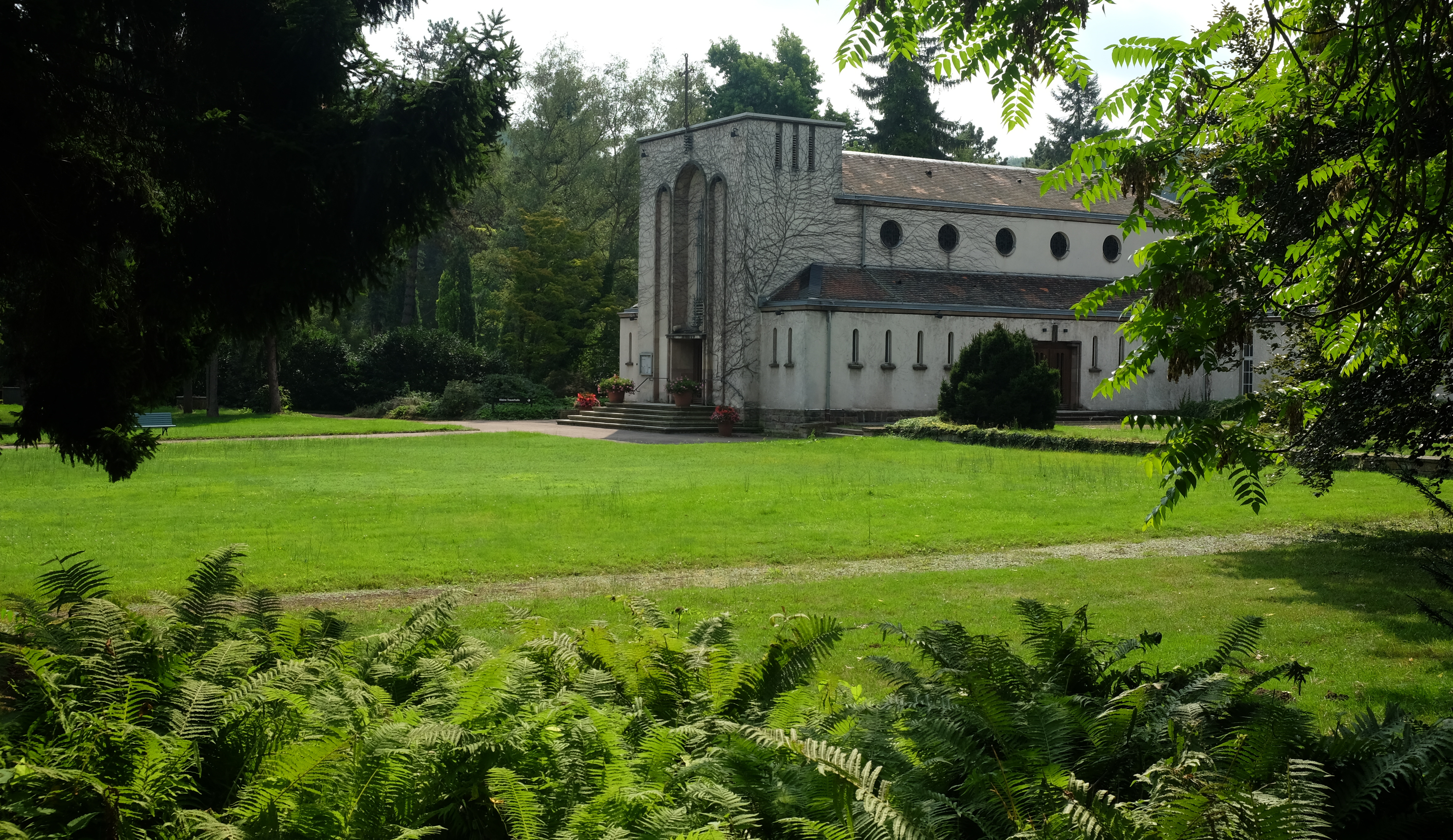
Saarbrücken, Hauptfriedhof: „Alte Einsegungshalle“
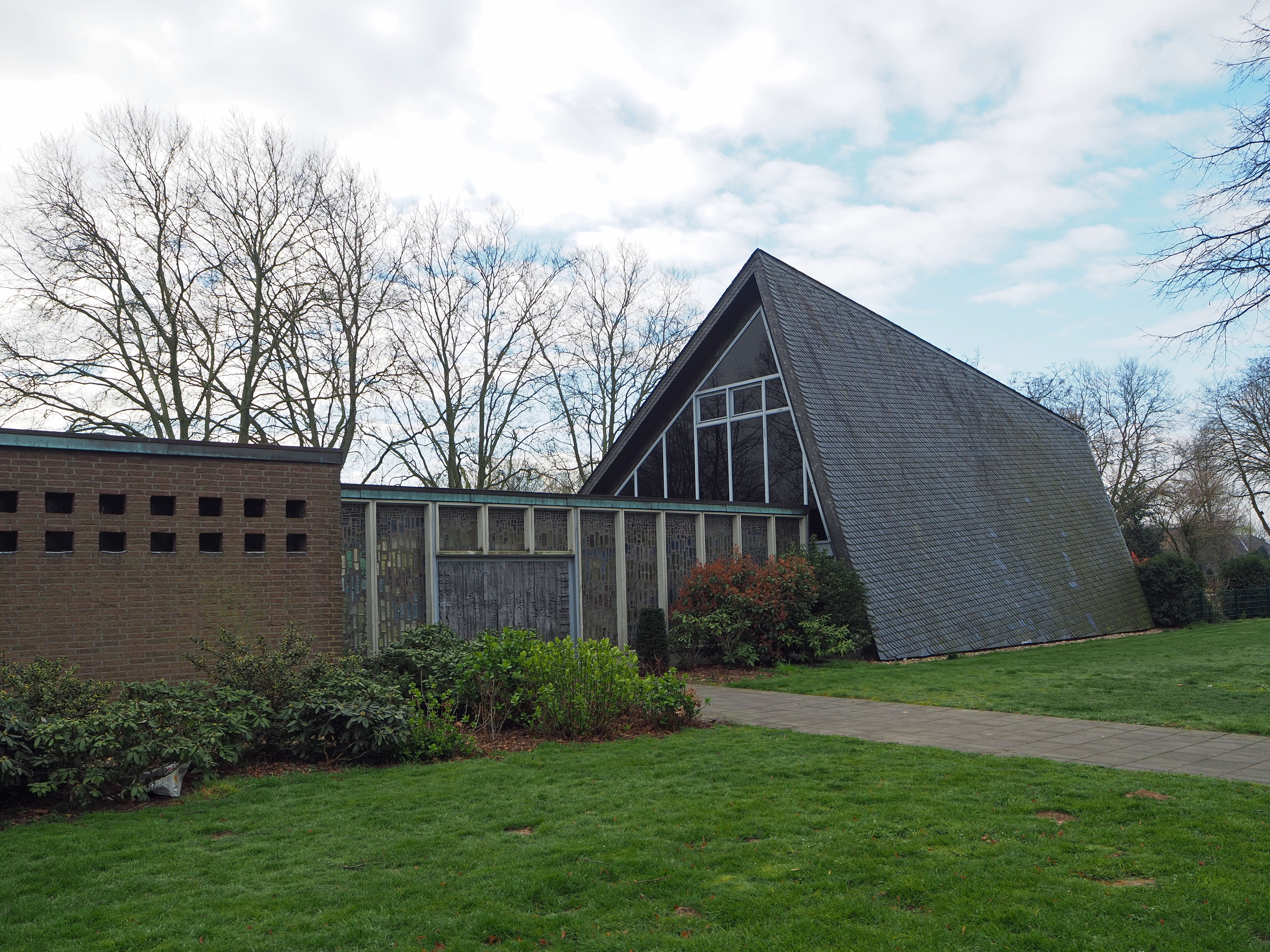
Tönisvorst: „Kapelle“ [auf dem Friedhof]
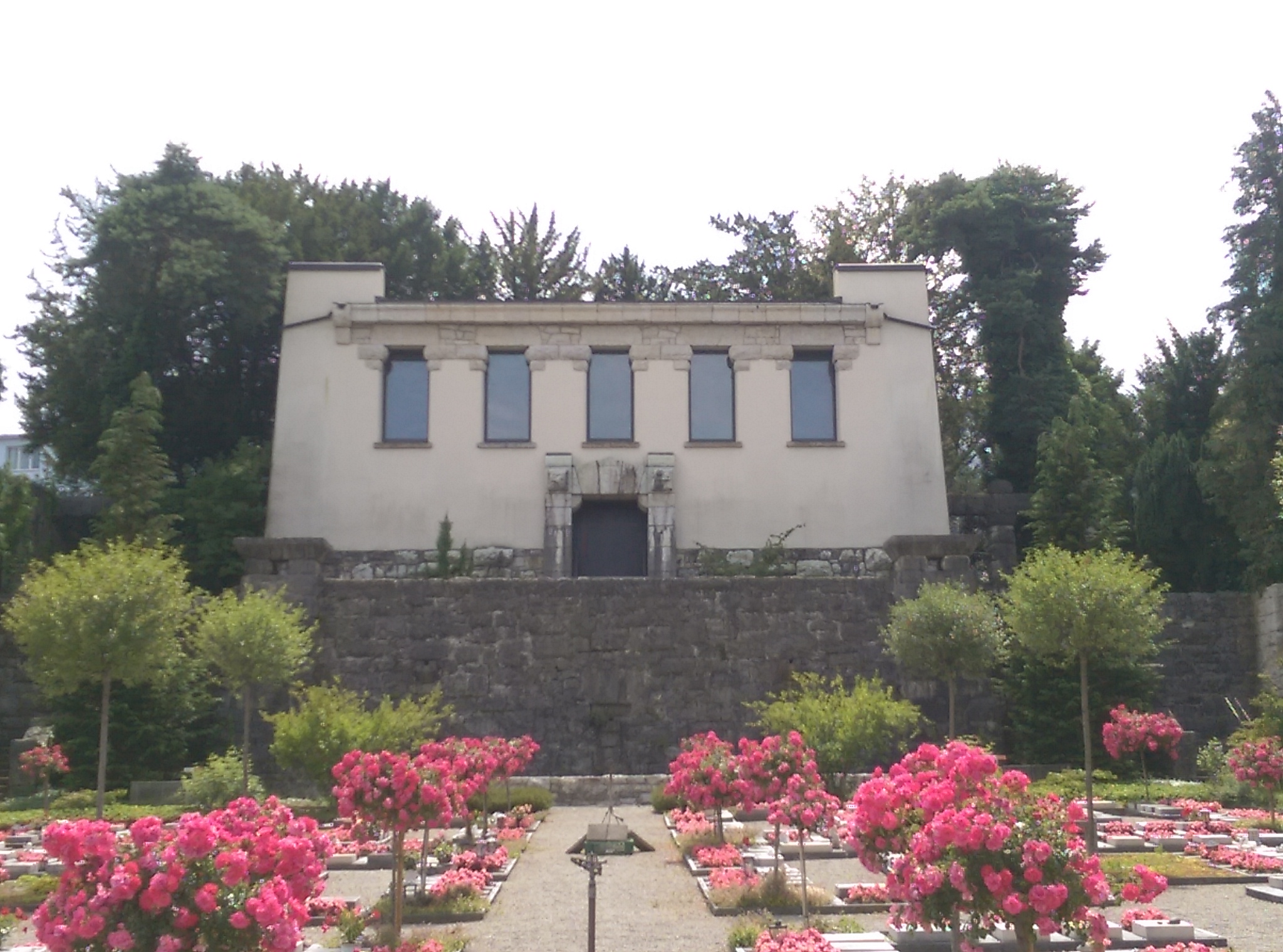
Brugg: „Abdankungshalle“

## Funktion

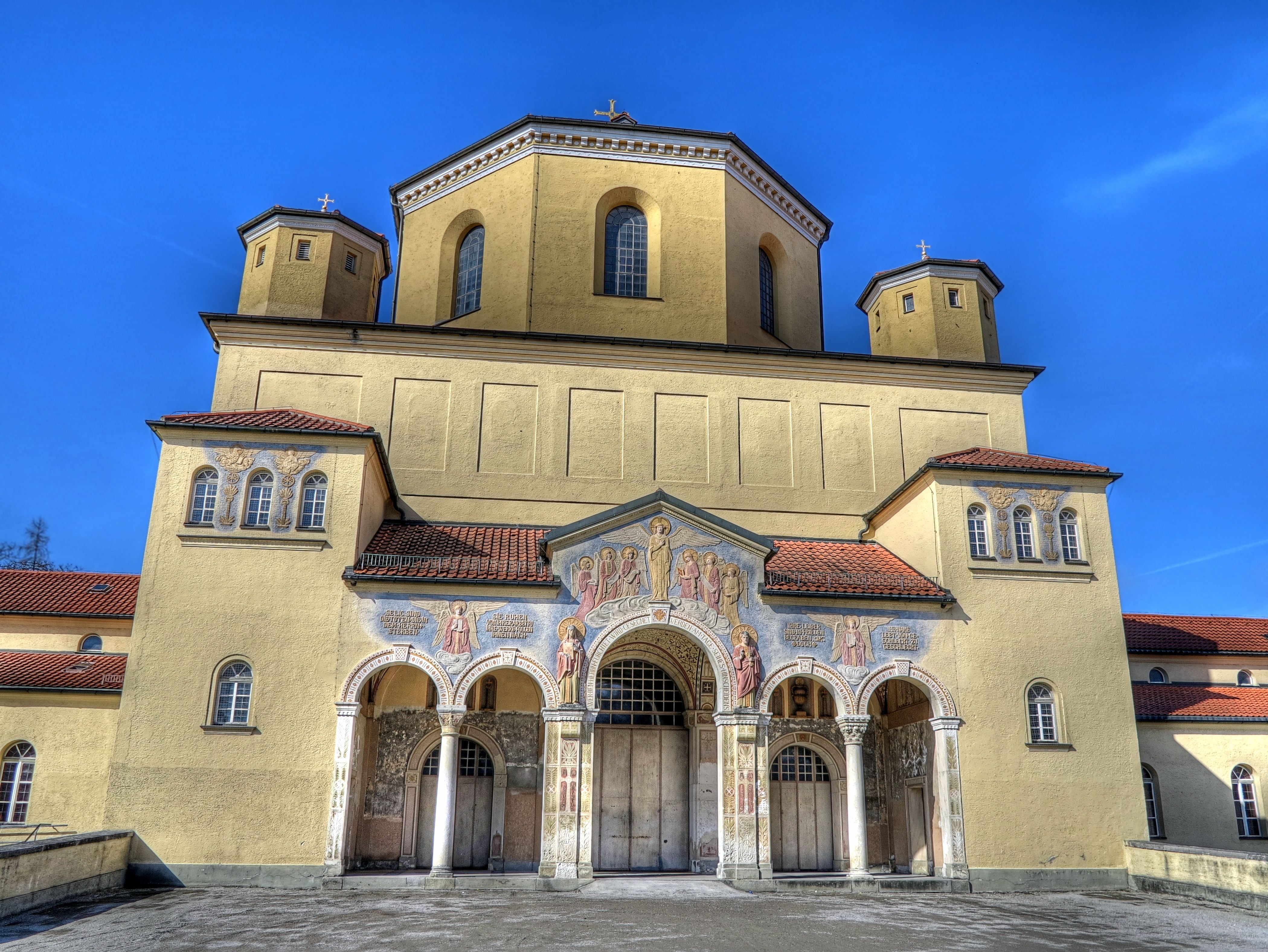
Aussegnungshalle des Münchner Nordfriedhofs

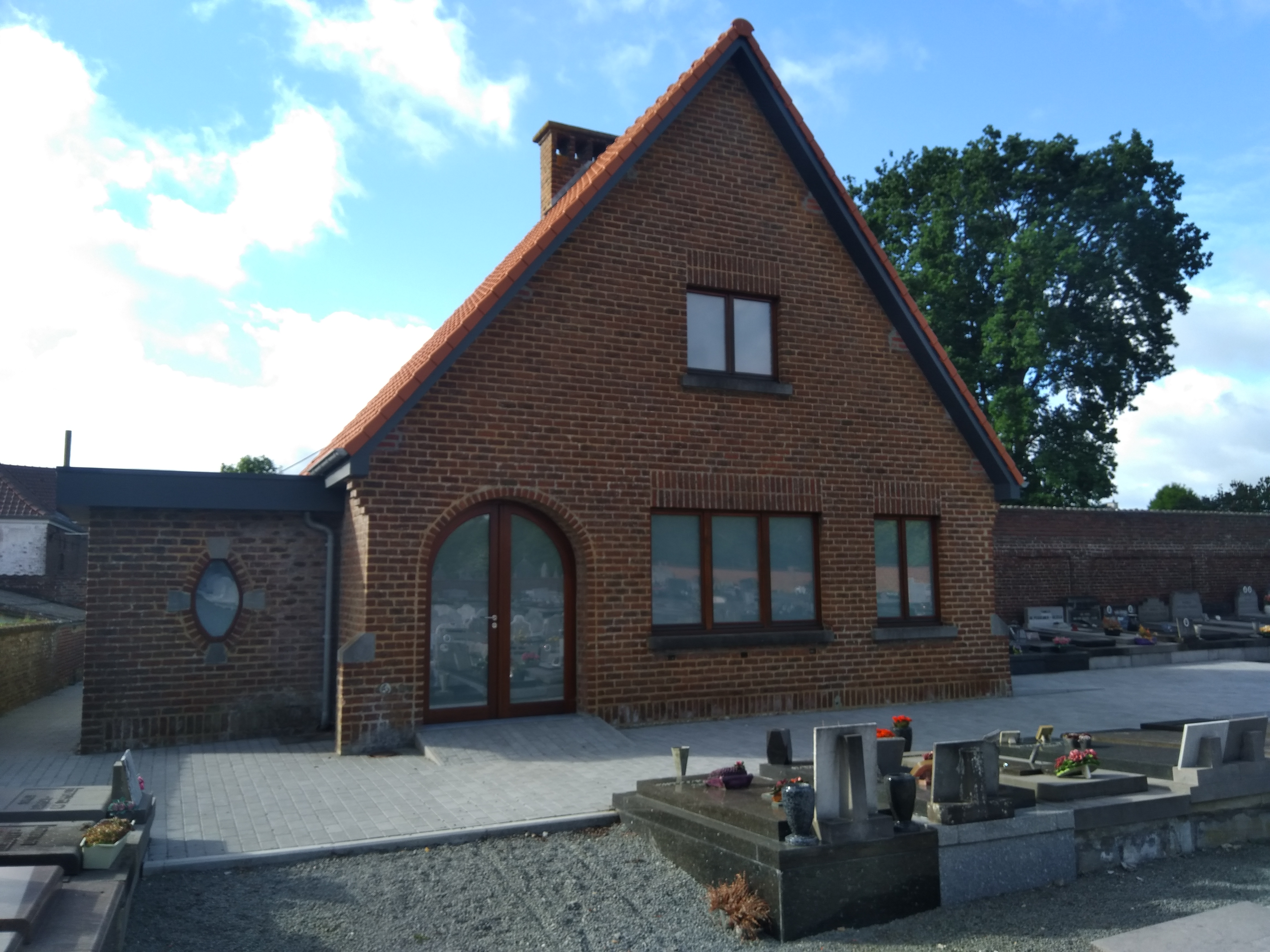
Trauerhalle auf dem Friedhof von Ellezelles (Belgien)

Die Trauerhallen dienen heute auch meistens zur Aufbewahrung der Toten, entweder in Kühlkammern oder in Kühlboxen. Im Gebäude befindet sich oft ein Abstellraum für Geräte, die zur Beerdigung benötigt werden, wie z. B. den Wagen zum Transport des Sarges, den Versenkmechanismus etc. Trauerhallen wurden in den letzten Jahrzehnten von kommunaler Seite aus auf fast allen Friedhöfen gebaut, da die Aufbahrung der Toten zu Hause nur eingeschränkt oder nicht mehr erlaubt war. Bereits im 19. Jahrhundert entstanden „Leichenhallen“ auf Friedhöfen zunächst im städtischen Bereich, wo durch die beengten Wohnverhältnisse eine Aufbahrung im Sterbehaus nicht möglich war oder als unhygienisch gelten musste. Im ländlichen Bereich hielt sich der Brauch der häuslichen Aufbahrung noch bis in die Zeit nach dem Zweiten Weltkrieg, bevor die Gemeinden auch hier entsprechende Einrichtungen schaffen mussten. 
Doch auch private Unternehmen sind bei der Errichtung von Trauerhallen, die allen Konfessionen offenstehen und an keine zeitlichen Bedingungen des Friedhofbetriebes gebunden sind, beteiligt. Solche Einrichtungen werden in der Werbung oft Haus des Abschieds genannt. Hier kann auch den unterschiedlich gearteten Trauerzeremonien der verschiedenen Religionen und Weltanschauungen Rechnung getragen werden.
Manche Trauerhallen sind mit einem Glockenturm versehen.

## Bestimmungen
Die Verwendung der Trauerhalle wird durch die kommunalen Friedhofssatzungen geregelt.